# Ceratochernes granulatus
Espèce
Ceratochernes granulatus est une espèce de pseudoscorpions de la famille des Chernetidae.

## Distribution
Cette espèce est endémique de l'État de Zulia au Venezuela. Elle se rencontre dans la grotte Cueva de la Pared Norte dans la Serranía de Perijá.

## Publication originale
- Mahnert, 1994 : New chernetid pseudoscorpions (Pseudoscorpionida: Chernetidae) from Venezuela and Brazil, with remarks on the genus Ancalochernes Beier. Revue Suisse de Zoologie, vol. 101, no 3, p. 829-838 (texte intégral).